# Agustín García Calvo

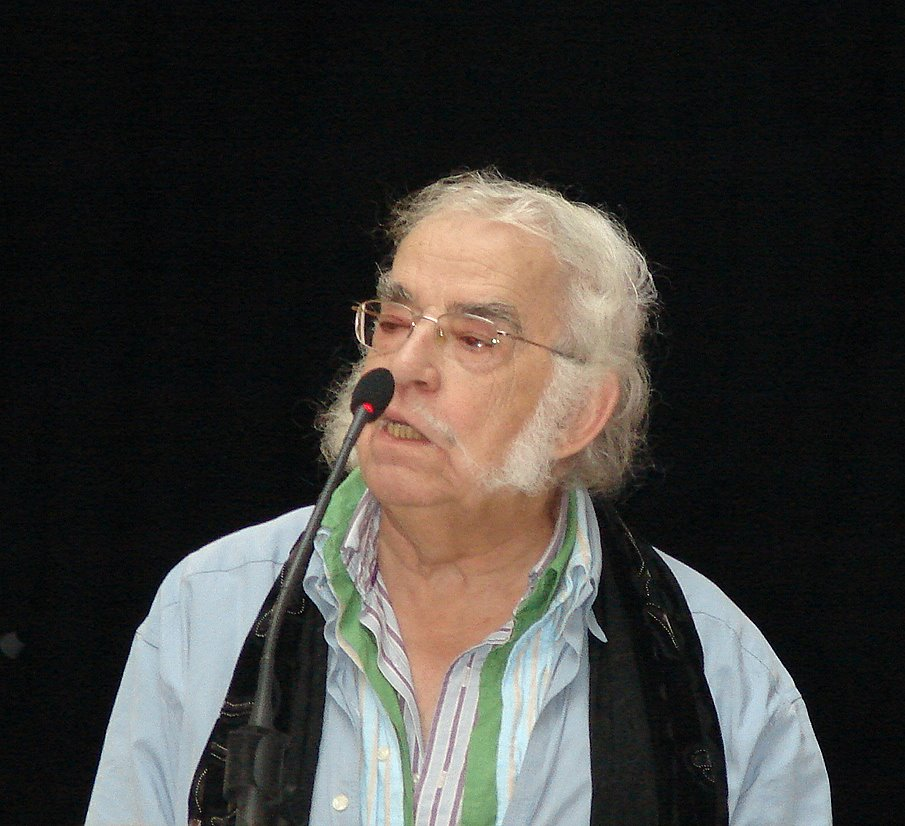
Agustín García Calvo (2008)

Agustín García Calvo (* 15. Oktober 1926 in Zamora, Spanien; † 1. November 2012 ebenda) war ein spanischer Grammatiker, Übersetzer und Philosoph sowie Verfasser poetischer, dramatischer und essayistischer Literatur.
Er schrieb Aufsätze und Artikel im Bereich der Philologie und Linguistik in den Zeitschriften Emérita, Estudios Clásicos, Revista Española de Lingüística, Saber Leer sowie politische Aufsätze und Artikel in der Zeitschrift Archipiélago sowie in den Tageszeitungen El País, Diario 16, La Razón.

## Leben
García Calvo studierte an der Universität Salamanca Klassische Philologie und gehörte zum ersten Abschlussjahrgang von Antonio Tovar, dem damaligen Meister der Klassischen Philologie in Spanien. Er promovierte mit 22 Jahren in Madrid mit einer Doktorarbeit, die den Titel Prosodia y métrica antiguas („Antike Prosodie und Metrik“) führte. 1951 arbeitete er als Gymnasiallehrer. 
1953 erhielt er einen Lehrstuhl für antike Sprachen in Sevilla und 1964 einen weiteren an der Universidad Complutense in Madrid, wo er klassische Philologie lehrte. 1965 wurde er durch die Franco-Diktatur von diesem Lehrstuhl wieder abgesetzt, ebenso wie die Professoren Enrique Tierno Galván, José Luis López-Aranguren und Santiago Montero Díaz, die zusammen mit García Calvo die damaligen Studentenunruhen unterstützt hatten. José María Valverde und Antonio Tovar traten von ihren jeweiligen Lehrstühlen aus Protest gegen diese Maßnahme des Franco-Regimes zurück. 
García Calvo verbrachte einen Großteil seines politischen Exils in Paris; er wurde Professor an der Universität Lille und am Collège de France. Außerdem arbeitete er als Übersetzer für den spanischen Exilverlag Ruedo Ibérico. In der französischen Hauptstadt veranstaltete er eine regelmäßige politische Diskussionsrunde in einem Café des Quartier Latin, La boule d’or. 1976 wurde ihm sein spanischer Lehrstuhl zurückgegeben, an dem er bis zu seiner Pensionierung im Jahre 1992 tätig war. Er war emeritierter Professor der Universidad Complutense.

## Publikationen

### Grammatik und Sprachtheorie
- Pequeña introducción a la prosodia latina (Madrid: Sociedad de Estudios Clásicos, 1954).
- Lalia, ensayos de estudio lingüístico de la sociedad (Madrid: Siglo XXI, 1973).
- Del ritmo del lenguaje (Barcelona: La Gaya Ciencia, 1975).
- Del lenguaje (I) (Zamora: Lucina, 1979; 2. korrigierte Aufl. 1991).
- De la construcción (Del lenguaje II) (Zamora: Lucina, 1983).
- Del aparato (Del Lenguaje III) (Zamora: Lucina, 1999).
- Hablando de lo que habla. Estudios de lenguaje (Premio Nacional de Ensayo 1990) (Zamora: Lucina, 1989; 2. Aufl. 1990; 3. Aufl. 1990; 4. Aufl. 1993).
- Contra la Realidad, estudios de lenguas y cosas (Zamora: Lucina, 2002).
- Es. Estudio de gramática prehistórica (Zamora: Lucina, 2003).
- Tratado de Rítmica y Prosodia y de Métrica y Versificación (Zamora: Lucina, 2006).
- Elementos gramaticales, 3 t. (Zamora: Lucina, 2009).

### Logik
- De los números (Barcelona: La Gaya Ciencia, 1976).

### Übersetzungen von Werken der griechischen und römischen Antike
- Aristófanes, Los carboneros (Akharneís). Versión rítmica de A. García Calvo (Zamora: Lucina, 1981; 2. Aufl. 1998).
- Heráclito, Razón común (Lecturas presocráticas II) Edición, ordenación, traducción y comentario de los restos del libro de Heráclito (Zamora: Lucina, 1985).
- Homero, Ilíada. Versión rítmica de Agustín García Calvo (Zamora: Lucina, 1995).
- Jenofonte, Memorias de Sócrates, Apología de Sócrates (Jenofonte), Simposio (traducción, introducción y notas) (Madrid: Alianza Editorial, 1967; Salvat editores, 1971).
- Lecturas presocráticas (Zamora: Lucina, 1981; 3. revidierte Aufl. 2001).
- Lucrecio, De Rerum Natura / De la Realidad. Edición crítica y versión rítmica de A. García Calvo (Zamora: Lucina, 1997).
- Plauto, Pséudolo o Trompicón (traducción rítmica, introducción y notas) (Madrid: Cuadernos para el Diálogo, 1971).
- Platón, Diálogos Socráticos, Apología, Teages, Los enamorados, Cármides, Clitofonte (traducción, introducción y notas) (Barcelona: Salvat Editores, 1972).
- Poesía antigua (De Homero a Horacio) (Zamora: Lucina, 1992).
- Sócrates (en Enciclopedia Universitas, t.II, fasc.30), (Barcelona: Salvat Editores, 1972).
- Sófocles, Edipo Rey. Versión rítmica de A.García Calvo (Zamora: Lucina, 1982; 2. Aufl. 1988; 3. Aufl. 1993).
- Virgilio (estudio biográfico y versión rítmica de las Bucólicas del libro IV de las Geórgicas y del libro VI de la Eneida) (Madrid: Ediciones Júcar, 1976).

### Andere Übersetzungen
- Sem Tob, Glosas de sabiduría o proverbios morales y otras rimas (texto crítico, versión, introducción y comentario) (Madrid: Alianza Editorial, 1974).
- Marqués de Sade La filosofía en el „boudoir“ (traducción y nota por Agustín García Calvo, ilustraciones de Bartoli. „Libros Buen Amor Loco Amor“). Ruedo Ibérico, París, 1975 (neu publiziert in Zamora: Lucina, 1980: 2. Aufl. 1988. Diese Neuausgabe trägt den Titel Instruir deleitando o Escuela de amor).
- Shakespeare, William, Sonetos de amor (texto crítico, traducción en verso, introducción y notas) (Barcelona: Anagrama, 1974).
- Shakespeare, William, Sueño de noche de verano (Zamora: Lucina, 1980; 2. Aufl. 1988; 3. Aufl. 1993).
- Shakespeare, William, Macbeth. Versión rítmica de A. García Calvo. (Zamora: Lucina, 1980).
- Brassens, Georges, 19 Canciones. Con versión para cantar de A. García Calvo (Zamora: Lucina, 1983).
- Belli, Giuseppe Gioachino, 47 sonetos romanescos con las versiones de Agustín García Calvo (Zamora: Lucina, 2006).
- Valéry, Paul, Le Cimetière Marin / El Cementerio Marino con la versión rítmica de Agustín García Calvo (Zamora: Lucina, 2006).
- Baur, Ernst, Juan Godofredo Herder : Su vida y su obra (Madrid : Editorial Tecnos, 1968)

### Essays und politische Schriften
- Apotegmas a propósito del marxismo (París: Ruedo Ibérico, 1970).
- Manifiesto contra el despilfarro (Madrid: Banda de Moebius, 1977).
- ¿Qué es el Estado? (Barcelona: La Gaya Ciencia, 1977).
- Actualidades (Zamora: Lucina, 1980).
- Cartas de negocios de José Requejo (Zamora: Lucina, 1981).
- Historia contra tradición. Tradición contra Historia (Zamora: Lucina, 1983; 2. Aufl. 1998).
- Familia: la idea y los sentimientos (Zamora: Lucina, 1983; 2. Aufl. 1992).
- El amor y los 2 sexos. Del tiempo de amor y olvido (Zamora: Lucina, 1984: 2. Aufl. 1991).
- De la felicidad (Zamora: Lucina, 1986; 2. Aufl. 1989; 3. Aufl. 1991, 4. Aufl. 2000).
- De los modos de integración del pronunciamiento estudiantil (Zamora: Lucina, 1987).
- Noticias de abajo (Zamora: Lucina, 1991; 2. Aufl. 1991; 3. Aufl. 1995).
- Contra la Paz. Contra la Democracia (Barcelona: Editorial Virus, 1993).
- Contra el Tiempo (Zamora: Lucina, 1993; 2. Aufl. 2001).
- Análisis de la Sociedad del Bienestar (Zamora: Lucina, 1993: 2. Aufl. 1995).
- Contra la Pareja (Zamora: Lucina, 1994: 2. Aufl. 1995).
- Contra el hombre (con dos epílogos de Isabel Escudero) (Madrid: Fundación de Estudios Libertarios, Anselmo Lorenzo, 1996).
- De Dios (Zamora: Lucina, 1996).
- Locura. 17 casos (Zamora: Lucina, 1997).
- De mujeres y de hombres (Zamora: Lucina, 1999).
- 37 adioses al mundo (Zamora: Lucina, 2000).
- ¿Qué es lo que pasa? (Zamora: Lucina, 2006).
- 20 ventanas y 36 adolescencias (Zamora: Lucina, 2006).
- De verde a viejo. De viejo a verde (Zamora: Lucina, 2007).

### Poesie
- Al burro muerto (Zamora: Lucina, 1998).
- Bebela (Zamora: Lucina, 1987; 2. Aufl. 2001).
- Canciones y soliloquios (Zamora: Lucina, 1982; 2. Aufl. 1993).
- Del tren (83 notas o canciones) (Zamora: Lucina, 1981).
- Libro de conjuros (Zamora: Lucina, 1979; 2. Aufl. 1981; 3. Aufl. 1991; 4. Aufl. 2000).
- Más canciones y soliloquios (Zamora: Lucina, 1988).
- Ramo de romances y baladas (Zamora: Lucina, 1991).
- Relato de amor (Zamora: Lucina, 1980; 2. Aufl. 1982; 3. Aufl. 1989; 4. Aufl. 1993).
- Sermón de ser y no ser, (Madrid: Visor, 1972; 2. Aufl. 1973; 3. Aufl. 1977; Zamora: Lucina, 4. Aufl. 1980; 5. Aufl. 1984; 6. Aufl. 1988; 7. Aufl. 1995).
- Valorio 42 veces (Zamora: Lucina, 1986).
- Uno o dos en 23 sitios y más (Zamora: Lucina, 2003).
- 4 canciones de amor perdido y el cínife (Logroño: Ediciones del 4 de agosto de 2006).
- Suma del vuelo de los hombres (Zamora: Lucina, 2008).
- Cantar de las dos torres (Zamora: Lucina, 2008).
- Y más aún canciones y otros juegos (Zamora: Lucina, 2008).

### Theaterstücke
- Baraja del Rey Don Pedro (Premio Nacional de Literatura Dramática 1999) (Zamora: Lucina, 1998; 2. Aufl. 1999).
- Ismena. Tragicomedia musical (Zamora: Lucina, 1980).
- Rey de una hora (Zamora: Lucina, 1984).
- Tres farsas trágicas y una danza titánica (Zamora: Lucina, 1980).
- Pasión. Farsa trágica (Zamora: Lucina, 2006).
- La rana y el alacrán (Zamora: Lucina, 2007).
- El otro hombre (Zamora: Lucina, 2008).
- Diosas cosas (Zamora: Lucina, 2008).
- Loco de amor (Zamora: Lucina, 2010).

### Andere Textgattungen
- Himno de la Comunidad de Madrid (Boletín Oficial de la Comunidad de Madrid 1983).
- Eso y ella. 6 cuentos y una charla (Zamora: Lucina, 1987; 2. Aufl. 1993).
- Recitaciones de poesía antigua (Zamora: Lucina, 1987).
- ¿Qué coños? 5 cuentos y una charla (Zamora: Lucina, 1990; 2. Aufl. 1991; 3. Aufl. 1991: 4. Aufl. 1995).
- Cosas de la vida. 17 cuentos (Zamora: Lucina, 2009).

## Ins Deutsche übersetzte Schriften
- Eilkommuniqué gegen die Verschwendung: Die antinationalistische Kommune von Zamora. Edition Belladonna, Nürnberg 1981. ISBN 978-3-923118-05-2
- Analyse der Wohlstandsgesellschaft[2].